# Girgenti Palace
Girgenti Palace (malt. Palazz tal-Girgenti) – pałac koło Siġġiewi na Malcie. Zbudowany w roku 1625 jako letnia rezydencja maltańskiego inkwizytora, dlatego jest też znany jako Inquisitor’s Palace (malt. Palazz tal-Inkwiżitur, potocznie tal-Inkisitur). Pałac dziś jest oficjalną letnią rezydencją premiera Malty.

## Historia

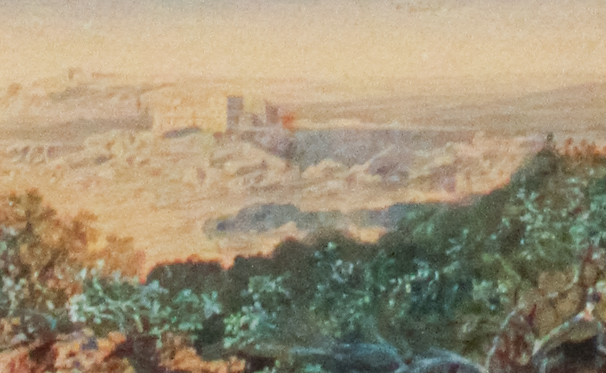
XIX-wieczny obraz autorstwa Edwarda Leara, przedstawiający pałac

Girgenti Palace zbudowany w roku 1625 jako letnia rezydencja inkwizytora Onorato Viscontiego, postawiony został na pasie ziemi skonfiskowanej Matteo Falsonowi, skazanemu za herezję. Pałac ma prosty wygląd, z pokojami rozmieszczonymi w układzie prostoliniowym. Jego fasada jest niewymyślna, z kilkoma elementami dekoracyjnymi.
Kaplica poświęcona św. Karolowi Boromeuszowi zbudowana została w pobliżu pałacu w roku 1763 przez inkwizytora Angelo Duriniego.
Pałac był letnią rezydencją inkwizytorów do roku 1798, kiedy inkwizycja została zniesiona przez Francuzów okupujących Maltę. Był później używany jako letnia rezydencja gubernatorów Malty. W czasie II wojny światowej przechowywano tutaj część kolekcji zbrojowni pałacu wielkiego mistrza w Valletcie.
Budynek pozostawał opuszczony aż do czasu jego odrestaurowania w latach 1988–1990, kiedy przekształcono go na letnią rezydencję premiera Malty. Pałac jest okazjonalnie dostępny dla publiczności.
Pałac wpisany został na Antiquities List of 1925. Pałac i kaplica umieszczone są na liście National Inventory of the Cultural Property of the Maltese Islands.